# Назариани, Оян
Оян Назариани (азерб. Oyan Nəzəriani; 5 августа 1994, Урмия , Западный Азербайджан, Иран) — азербайджанский пляжный борец и борец греко-римского стиля. С 2014 года выступает за сборную Азербайджана по борьбе. Обладатель золотой медали на международном турнире Golden Grand Prix в Баку в 2016 году и серебряной  на чемпионате мира по греко-римской борьбе 2017 года в Абадане, Иран. Он пятикратный чемпион страны. В 2019 году он был награждён золотой медалью на чемпионате мира по пляжной борьбе в Загребе, Хорватия. С 2020 года он является главным тренером сборной Азербайджана по пляжной борьбе.

## Жизнь и образование
Оян Назариани родился в 1994 году в городе Урмия провинции Западный Азербайджан. После окончания средней школы в Урмии он изучал право в университете Махабад Азад.

## Карьера
Борьбой занимается с 2003 года. В 2011 году занял третье место на молодёжном чемпионате Ирана. После этого Ирана пригласили в сборную по борьбе. В 2013 году он завоевал бронзовую медаль в составе сборной Ирана на турнире «Спасение» в Кахраманмараше, Турция. Он переехал в Азербайджан в 2014 году и стал представлять Азербайджан на турнирах. В 2014 году завоевал золотую медаль на республиканском первенстве среди молодёжи в Азербайджане, серебряную медаль на международном турнире на Кубок AWF, золотую медаль на международном турнире на Кубок Нахчывана, серебряную медаль на международном турнире в Дагестане. Позже в том же году он участвовал в чемпионате Европы по борьбе среди юниоров в Катовице, Польша, и на чемпионате мира по борьбе среди юниоров в Загребе, Хорватия. В 2015 году он участвовал в чемпионате Европы по борьбе U-23 в Валбжихе, Польша, завоевал серебряную медаль на Кубке Европы по борьбе в Москве, Россия, и золотую медаль на чемпионате Азербайджана. В 2016 году он занял третье место в Кубке европейских наций и первое место в международном турнире Golden Grand Prix. Он выиграл серебряную медаль на чемпионате мира по греко-римской борьбе 2017 года в Абадане, Иран. В 2015, 2017, 2018 и 2019 годах становился чемпионом Азербайджана в весовой категории 130 кг. В феврале 2019 года он занял второе место на турнире памяти Вехби Эмре и Хамита Каплана в Стамбуле, Турция, и завоевал серебряную медаль. В сентябре 2019 года Оян Назариани выиграл финал Кубка мира по пляжной борьбе в Загребе, Хорватия.

## Тренерская деятельность
21 сентября 2020 года назначен главным тренером сборной Азербайджана по пляжной борьбе. 11 сентября 2021 года в г. Катерини, Греция, прошёл чемпионат Европы по пляжной борьбе среди юниоров. Под руководством Ояна Назариани каждый из четырёх спортсменов, представлявших Азербайджан на чемпионате, был награждён различными медалями. В общей сложности они завоевали 2 золотые, 1 серебряную и 1 бронзовую медаль. Сборная Азербайджана заняла третье место в командном зачёте среди юниоров на этом соревновании.
26 сентября 2021 года в Констанце, Румыния, прошёл чемпионат мира по пляжной борьбе среди юниоров. Каждый из четырёх спортсменов, представлявших Азербайджан на чемпионате, во главе с Ояном Назариани был награждён различными медалями. Всего они завоевали 2 золотые и 2 серебряные медали. Среди юниоров им присудили третье место в командном зачёте.
Оян Назариани и Ибрагим Юсубов завоевали серебряные медали на чемпионате мира по пляжной борьбе среди взрослых, который проходил в Констанце, Румыния, 25-26 сентября 2021 года.

## Основные результаты
| Кубок мира по борьбе                |   |   | 6  | 2  |   |   |   |
| Открытый кубок европейских наций    |   | 2 | 3  |    |   |   |   |
| Золотой Гран-при                    |   |   | 1  |    |   |   |   |
| Чемпионат мира по пляжной борьбе    |   |   |    |    |   | 1 | 2 |
| Чемпионат мира среди взрослых U-23  |   |   |    | 8  |   |   |   |
| U23 Чемпионат Европы                |   | 7 | 10 | 12 |   |   |   |
| Чемпионат мира среди юниоров        | 8 |   |    |    |   |   |   |
| Чемпионат Европы среди юниоров      | 5 |   |    |    |   |   |   |
| Турнир Вехби Эмре и Хамита Каплана  |   |   |    |    |   | 2 |   |
| Чемпионат Азербайджана              | 3 | 1 | 1  | 2  | 1 | 1 |   |
| Кубок Федерации Борьбы Азербайджана | 2 |   |    |    |   |   |   |
| Кубок Нахчывана                     | 1 |   |    |    |   |   |   |